# Monero
Monero (valutaforkortelse: XMR) er en decentraliseret kryptovaluta, som fokuserer på anonymitet, sikkerhed og privatlivets fred. Den blev lanceret den 18. april 2014 og er baseret på en open source blockchain. Monero adskiller sig fra mange andre kryptovalutaer, såsom Bitcoin, ved at give brugerne mulighed for at skjule deres transaktionsdetaljer, hvilket gør det næsten umuligt at spore, hvem der sender penge, og hvor de sendes hen.

## Eksterne links
- Officiel hjemmeside
- Monero open source kode på github
- Monero teknisk forum på StackExchange

| Artikelstump | Spire Denne artikel om penge eller valuta er en spire som bør udbygges. Du er velkommen til at hjælpe Wikipedia ved at udvide den. |